# (1826) Миллер
(1826) Миллер (англ. Miller) — типичный астероид главного пояса, который был открыт 14 сентября 1955 года в рамках проекта IAP в обсерватории им. Гёте Линка и назван в честь американского астронома	Джона Миллера (англ. John Anthony Miller).

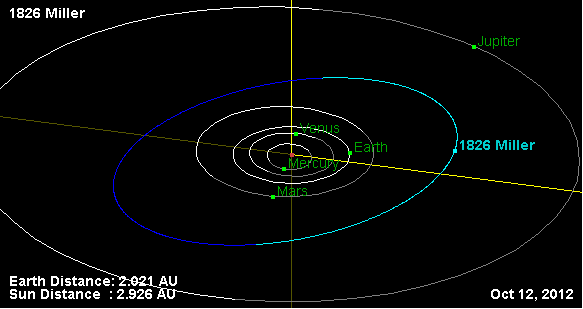
Орбита астероида Миллер и его положение в Солнечной системе

Покрытие звезды в созвездии Рака этим астероидом было зафиксировано в апреле 2004 года.